# Берриесса (водохранилище)
Берриесса (англ. Lake Berryessa) — водохранилище в округе Напа, штат Калифорния, США на реке Пута-Крик. Занимает седьмую строчку в списке крупнейших водохранилищ штата (по объёму) и 78-ю в аналогичном списке для всех США, а также 4-ю строчку в списке крупнейших водохранилищ штата (по площади). Водохранилище Берриесса образовано Плотиной Монтичелло.

## География, история, описание
Своё название водохранилище получило в честь долины Берриесса, которую оно наполняет, а та, в свою очередь, получила название в честь первых евроамериканцев, поселившихся здесь в 1843 году — супружеской пары Хосе Хесус и Сексто Берреллеза (позднее было англизировано до Берриесса).
Водохранилище вытянуто по линии север — юг примерно на 24 километра и с запада на восток примерно на 4 километра. Объём воды — 1,976 км³. Площадь зеркала составляет 83,77 км², объём — без малого два кубических километра, максимальная глубина — 84 метра. Площадь водосборного бассейна — 1490 км². Высота над уровнем моря — 135 м. На дне водохранилища находится бывший город Монтичелло, все здания которого перед наполнением были снесены до основания, а также мост, настолько прочный, что его не смогли уничтожить и он ушёл под воду целиком. Плотина строилась с 1953 по 1957 год, наполнение водохранилища завершилось к 1963 году. На тот момент Берриесса стала вторым по величине водохранилищем штата после Шаста. Уничтожение города и переезд оттуда его жителей во всех подробностях запечатлели фотографы Доротея Ланж и Пиркл Джонс в своей книге «Смерть Долины».
27 сентября 1969 года на берегу водохранилища была убита 22-летняя Сесилия Энн Шепард и ранен 20-летний Брайан Келвин Хартнелл — они стали одними из многочисленных жертв серийного убийцы по кличке Зодиак.
В юго-восточной части водохранилища, при плотине, находится водосброс необычной конструкции в виде открытого колодца диаметром 22 метра, длиной водотока в 61 метр и пропускной способностью 1360 кубических метров воды в секунду. В 1997 году 41-летняя женщина погибла после того как её затянуло в эту гигантскую воронку. Это был первый документированный случай затягивания человека в этот водосброс.
Водохранилище снабжает питьевой водой и гидроэлектроэнергией регион Норт-Бей области залива Сан-Франциско.
Живописные берега водохранилища пользуются популярностью у туристов (более 1,5 миллионов человек в год), для них обустроены несколько курортных зон, в том числе на территории дикой природы Cedar Roughs, организованной в 2006 году, и на территории дикой природы «Озеро Берриесса» на восточном берегу.

## Климат
С 1 ноября 1957 года на берегу водохранилища работает метеостанция. Согласно её данным, здесь в среднем бывает 80,1 дня в году с температурой воздуха выше 32 °C и 28 дней с температурой ниже 0 °C. Максимальная температура была зафиксирована 24 июля 2006 года и составила 46 °C, минимальная — 22 декабря 1990 года и составила −11 °C. Самым влажным выдался 1983 год, когда на водохранилище за год выпало 1446 мм осадков, самым засушливым стал 1976 год со 198 мм. Примечательны январь 1995 года, когда за один месяц выпало 542 мм осадков, и 31 декабря 2005 года, когда за одни сутки выпало 134 мм. Снег здесь крайняя редкость, только в январе 1974 года над озером выпало его 1 см.